# アンダー・カヴァー (ジョー・リン・ターナーのアルバム)
『アンダー・カヴァー』（Under Cover）は、アメリカ合衆国のロック・ボーカリスト、ジョー・リン・ターナーが1997年に発表したアルバム。ソロ名義では3作目に当たり、キャリア初のカバー・アルバムとなった。2月に日本盤がポニーキャニオンから先行発売され、アメリカ盤は同年11月にシュラプネル・レコーズから発売された。

## 解説
ターナーのルーツとなった曲のカバーに加えて、ファンダンゴやレインボーのメンバーとして歌った曲のセルフ・カバーも収録された。日本盤ボーナス・トラック「サンシャイン・ラヴ」は、『BURRN!』誌の読者から募集されたリクエストの中から、ターナーが選んでレコーディングされた。
ターナーは1999年にカバー・アルバムの第2弾『アンダー・カヴァー2』をリリースしている。

## 収録曲
1. アメリカン・バンド - "We're an American Band" (Don Brewer) - 3:32
  - オリジナルはグランド・ファンク。
2. 自由 - "Freedom" (Jimi Hendrix) - 4:04
  - オリジナルはジミ・ヘンドリックス。
3. ファイアー・アンド・ウォーター - "Fire and Water" (Andy Fraser, Paul Rodgers) - 4:57
  - オリジナルはフリー。
4. ストリート・オブ・ドリームス - "Street of Dreams" (Ritchie Blackmore, Joe Lynn Turner) - 5:14
  - レインボー時代の楽曲のセルフ・カバー。
5. フォーチュネイト・サン - "Fortunate Son" (John Fogerty) - 3:34
  - オリジナルはクリーデンス・クリアウォーター・リバイバル。
6. ヴィークル - "Vehicle" (Jim Peterik) - 2:56
  - オリジナルはイデス・オブ・マーチ。
7. ハッシュ - "Hush" (Joe South) - 4:11
  - オリジナルはジョー・サウス。ディープ・パープルのレパートリーとしても知られる。
8. アンチェインド・メロディ - "Unchained Melody" (Alex North, Hy Zaret) - 3:49
  - オリジナルは映画『Unchained』の主題歌。ライチャス・ブラザーズによるカバーが広く知られる。
9. チェインド - "Chained" (Frank Wilson) - 3:40
  - オリジナルはマーヴィン・ゲイ。
10. ギミ・サム・ラヴィン / アイム・ア・マン - "Gimme Some Lovin'" (Steve Winwood, Muff Winwood, Spencer Davis) / "I'm a Man" (S. Winwood, Jimmy Miller) - 6:44
  - 2曲ともオリジナルはスペンサー・デイヴィス・グループ。
11. シーフ・イン・ザ・ナイト - ""Thief in the Night" (Rick Blakemore, J. L. Turner, Danny Larue) - 3:49
  - Fandango時代の楽曲のセルフ・カバー。
12. ディール・ウィズ・ザ・プリーチャー - "Deal with the Preacher" (P. Rodgers, Mick Ralphs) - 4:51
  - オリジナルはバッド・カンパニー。

### 日本盤ボーナス・トラック
1. サンシャイン・ラヴ - "Sunshine of Your Love" (Jack Bruce, Pete Brown, Eric Clapton) - 4:16
  - オリジナルはクリーム。

## 参加ミュージシャン
- ジョー・リン・ターナー - ボーカル、バッキング・ボーカル
- トニー・ブルーノ - ギター、バッキング・ボーカル
- アル・ピトレリ - ギター・ソロ(#1, #11)
- カール・コクラン - ギター・ソロ(#12, #13)、バッキング・ボーカル(#2, #5)
- ゲイリー・コルベット - キーボード
- グレッグ・スミス - ベース
- ジョン・オライリー - ドラムス
- マーク・ウェクスラー - パーカッション(#1, #10)
- ルイ・アペル - パーカッション(#4)
- ボブ・ヘルド - パーカッション(#10)
- ドン・ハリス - トランペット(#6)
- ビル・ハリス - サクソフォーン(#6)
- John Fumalosi - トロンボーン(#6)
- ケイティ・マック - バッキング・ボーカル(#1)
- Kaz Kojima - バッキング・ボーカル(#2, #5)
- ナンシー・ベンダー - バッキング・ボーカル(#3, #4, #10)
- ダイナ・ミラー - バッキング・ボーカル(#3, #4, #10)
- サンディ・サライヤ - バッキング・ボーカル(#5, #7, #9)
- ジャネット・レインズ - バッキング・ボーカル(#5, #7, #9)
- スティーヴ・マーフィー - バッキング・ボーカル(#6, #11)
- ピーター・バロン - バッキング・ボーカル(#6, #11)